# Adoretus hirsutus
Adoretus hirsutus är en skalbaggsart som beskrevs av Ohaus 1914. Adoretus hirsutus ingår i släktet Adoretus och familjen Rutelidae. Inga underarter finns listade i Catalogue of Life.